# Centaurea rutifolia
Centaurea rutifolia — вид квіткових рослин родини айстрових (Asteraceae). Ареал: Болгарія, Греція.